# 舊多布羅特維爾村拉達
舊多布羅特維爾村拉達（羅馬化：Starodobrotvirska silska rada）曾是利沃夫州卡姆揚卡-布茲卡區的地方政府，1950年成立，行政中心位于舊多布羅特維爾村。2020年6月随着市镇的设立，基层地方政府设在市镇层面上，以前作为基层地方政府的村拉达、镇拉达和市拉达均被废置。

## 管轄
該村議會曾管轄10個村莊，分別是：
- 舊多布羅特維爾
- 多利內
- 科扎基
- 科沙科夫斯基
- 馬伊基
- 馬佳希
- 羅哈利
- 羅凱特
- 斯特里漢卡
- 特希察